# Supercoupe d'Allemagne de football 2017
L'édition 2017 de la Supercoupe d'Allemagne de football est la 18e édition de la Supercoupe d'Allemagne de football et se déroule le 5 août 2017 au Signal Iduna Park à Dortmund en Allemagne.
Les règles du match sont les suivantes : la durée de la rencontre est de 90 minutes puis en cas de match nul, une séance de prolongations de 30 minutes mais si le score est toujours nul il y aura une séance de tirs au but pour départager les équipes. 
Trois remplacements sont autorisés pour chaque équipe.
Le match oppose le Borussia Dortmund, vainqueur de la Coupe d'Allemagne 2016-2017, au Bayern Munich, vainqueur de la Bundesliga 2016-2017.
Le Bayern Munich s'impose 5-4 aux tirs au but après un match nul sur le score de 2-2 après 90 minutes. Il s'agit de son sixième titre dans cette compétition.

## Contexte
Le Bayern Munich est le tenant du titre de la compétition, après avoir battu le Borussia Dortmund 2-0 lors de l'édition précédente.
Les deux équipes ont remporté la compétition à cinq reprises, un record. Le match est la deuxième participation consécutive et la neuvième au total de Dortmund, avec un bilan de cinq victoires et de trois défaites. Il s'agit de la sixième participation consécutive et de la onzième participation du Bayern, avec un bilan de cinq victoires et de cinq défaites. Il s'agit de la sixième supercoupe entre Dortmund et le Bayern, après les rencontres de 1989, 2012, 2013, 2014 et 2016. Dortmund s'est imposé trois fois (en 1989, 2013 et 2014), tandis que le Bayern s'est imposé deux fois (en 2012 et 2016).
Il s'agissait du premier match de compétition pour Peter Bosz en tant qu'entraîneur du Borussia Dortmund, qui a quitté l'Ajax Amsterdam cet été pour remplacer Thomas Tuchel.

## Match

### Résumé
Christian Pulisic ouvre le score pour le Borussia Dortmund à la 12e minute lorsqu'il court vers le but et tire à ras de terre du pied droit devant Sven Ulreich. Robert Lewandowski porte le score à 1-1 à la 18e minute lorsqu'il tire du pied droit à bout portant après un centre à ras de terre de Joshua Kimmich. À la 71e minute, Pierre-Emerick Aubameyang redonne l'avantage au Borussia Dortmund en passant le ballon du pied droit au-dessus de Sven Ulreich.
À deux minutes de la fin, le ballon est dévié dans le but de Roman Bürki à bout portant après qu'un tir de Joshua Kimmich touche Marc Bartra et revient sur Bürki avant de rentrer dans le but. Lors de la séance de tirs au but, Joshua Kimmich manque son tir pour le Bayern Munich et Sebastian Rode pour le Borussia Dortmund. Marc Bartra tire le sixième penalty pour le Borussia Dortmund, mais son tir est repoussé sur sa droite par Sven Ulreich, ce qui permet au Bayern Munich de remporter la séance de tirs au but 5-4 et sa sixième Supercoupe.

### Feuille de match
| 5 août 2017 | Borussia Dortmund                                       | 2 - 2             | Bayern Munich                                        | Signal Iduna Park, Dortmund, Allemagne        |                                               |
| 20h30 CEST  | Pulisic 12e · Aubameyang 71e                            | (1 - 1)           | 18e Lewandowski · 88e (csc) Bürki                    | Spectateurs : 81 360 Arbitrage : Felix Zwayer | Spectateurs : 81 360 Arbitrage : Felix Zwayer |
| 20h30 CEST  | (de) Rapport                                            |                   |                                                      | Spectateurs : 81 360 Arbitrage : Felix Zwayer | Spectateurs : 81 360 Arbitrage : Felix Zwayer |
| 20h30 CEST  | Dembélé · Philipp · Aubameyang · Rode · Castro · Bartra | Tirs au but 4 - 5 | Lewandowski · Ribéry · Kimmich · Rudy · Vidal · Süle | Spectateurs : 81 360 Arbitrage : Felix Zwayer | Spectateurs : 81 360 Arbitrage : Felix Zwayer |

| Borussia Dortmund | Bayern Munich |

| G             | 38 | Roman Bürki                   |       |     |
| DD            | 26 | Łukasz Piszczek               |       |     |
| DC            | 25 | Sokratis Papastathopoulos (c) | 17e   |     |
| DC            | 5  | Marc Bartra                   |       |     |
| DG            | 2  | Dan-Axel Zagadou              | 53e   | 77e |
| MdC           | 8  | Nuri Şahin                    |       |     |
| MC            | 27 | Gonzalo Castro                |       |     |
| MC            | 19 | Mahmoud Dahoud                |       | 46e |
| AiG           | 7  | Ousmane Dembélé               |       |     |
| AC            | 17 | Pierre-Emerick Aubameyang     |       |     |
| AiD           | 22 | Christian Pulisic             |       | 90e |
| Remplaçants : |    |                               |       |     |
| G             | 1  | Roman Weidenfeller            |       |     |
| D             | 4  | Neven Subotić                 |       |     |
| D             | 36 | Ömer Toprak                   |       |     |
| M             | 18 | Sebastian Rode                | 86e   | 46e |
| M             | 30 | Felix Passlack                | 90+3e | 77e |
| A             | 14 | Alexander Isak                |       |     |
| A             | 20 | Maximilian Philipp            |       | 90e |
| Entraîneur :  |    |                               |       |     |
| Peter Bosz    |    |                               |       |     |

| G               | 26 | Sven Ulreich       |     |     |
| DD              | 32 | Joshua Kimmich     |     |     |
| DC              | 8  | Javi Martínez      |     | 60e |
| DC              | 5  | Mats Hummels       |     |     |
| DG              | 13 | Rafinha            |     |     |
| MdC             | 19 | Sebastian Rudy     |     |     |
| MC              | 24 | Corentin Tolisso   |     | 84e |
| MC              | 23 | Arturo Vidal       | 74e |     |
| AiG             | 25 | Thomas Müller (c)  |     | 67e |
| AC              | 9  | Robert Lewandowski | 69e |     |
| AiD             | 7  | Franck Ribéry      |     |     |
| Remplaçants :   |    |                    |     |     |
| G               | 36 | Christian Früchtl  |     |     |
| D               | 4  | Niklas Süle        |     | 60e |
| D               | 34 | Marco Friedl       |     |     |
| M               | 29 | Kingsley Coman     |     | 67e |
| M               | 33 | Timothy Tillman    |     |     |
| M               | 35 | Renato Sanches     |     | 84e |
| A               | 41 | Miloš Pantović     |     |     |
| Entraîneur :    |    |                    |     |     |
| Carlo Ancelotti |    |                    |     |     |